# John Bagnell Bury

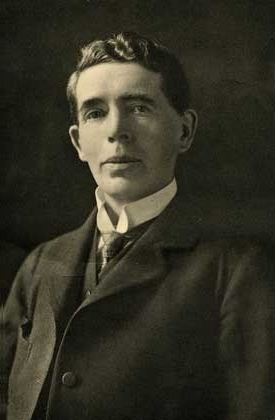
John Bagnell Bury

John Bagnell Bury (ook bekend als J.B. Bury) (Clontibret, County Monaghan, 16 oktober 1861 - Rome, 1 juni 1927) was een Iers historicus, classicus en filoloog.

## Biografie
Bury werd geboren als zoon van Edward John Bury en Anna Rogers in 1861 in Clontibret, County Monaghan, waar zijn vader rector was van de Anglicaanse Kerk van Ierland. Hij studeerde klassiekers aan het Trinity College Dublin, waar hij in 1879 tot geleerde werd gekozen, en in 1882 afstudeerde.
Hij werd verkozen tot fellow van Trinity College Dublin in 1885 op 24-jarige leeftijd. Datzelfde jaar trouwde hij met zijn achternicht Jane Bury, die hem bijstond bij zijn werk,  ze kregen één zoon. In 1893 werd hij benoemd tot de Erasmus Smith's Chair of Modern History aan het Trinity College, dat hij negen jaar bekleedde. In 1898 werd hij benoemd tot Professor Grieks, ook aan Trinity, een functie die hij gelijktijdig met zijn hoogleraar geschiedenis bekleedde. Eind 1902 werd hij Regius Professor of Modern History aan de Universiteit van Cambridge.
Bury bleef in Cambridge tot aan zijn dood op 65-jarige leeftijd. Hij stierf in Rome waar hij sinds 1918 zijn jaarlijkse retraite nam. Hij is begraven op de Protestantse Begraafplaats in Rome.
Hij ontving diverse eredoctoraten o.a. Doctor of Laws (LL.D.) van de Universiteit van Glasgow in juni 1901, de eredoctoraat van de rechten (LL.D.) van de Universiteit van Aberdeen in 1905, en de eredoctoraat van de letteren (D.Litt.) van de Universiteit van Oxford in oktober 1902. 

## Werk
Bury's werksfeer omvatte een breed spectrum: hij gaf Edward Gibbon's "Decline and Fall of the Roman Empire" opnieuw uit, bewerkte werken van Pindarus, schreef artikelen voor de Encyclopædia Britannica (uitgave van 1911), was redacteur van de eerste editie van Cambridge Ancient History en schreef verschillende standaardwerken, zoals "A History of Greece", "History of the Later Roman Empire" (1889, 1923 in een herontworpen editie) en "The Invasion of Europe by the Barbarians". Hij hield zich ook bezig met het Byzantijnse Rijk en het pausdom en met de filosofie van de geschiedenis. Vooral zijn werk over de late oudheid en het Byzantijnse Rijk levert nog steeds een belangrijke bijdrage aan de ontsluiting van dit tijdperk, vooral op het gebied van de geschiedenis van gebeurtenissen, hoewel het onderzoek naar huidig inzicht deels verouderd is.

### Als schrijver
- (en)  Nemean Odes of Pindar (1890)
- (en)  Isthmian Odes of Pindar (1892)
- (en)  History of the Later Roman Empire from Arcadius to Irene (1889) — Volume One, Volume Two
- (en)  History of the Freedom of Thought (1914) — Project Gutenberg free eBook
- (en)  Idea of Progress (1920) — Project Gutenberg free eBook
- (en)  History of the Later Roman Empire from the Death of Theodosius I to the Death of Justinian (1923) — at LacusCurtius

### Als redacteur
- Edward Gibbon, The History of the Decline and Fall of the Roman Empire (1896-1900) — at Online Library of Liberty